# Vellanād
Vellanād är en ort i Indien.   Den ligger i distriktet Thiruvananthapuram och delstaten Kerala, i den södra delen av landet, 2 200 km söder om huvudstaden New Delhi. Vellanād ligger 66 meter över havet och antalet invånare är 26 760.
Terrängen runt Vellanād är platt. Runt Vellanād är det tätbefolkat, med 819 invånare per kvadratkilometer. Närmaste större samhälle är Thiruvananthapuram, 13,8 km sydväst om Vellanād. I omgivningarna runt Vellanād växer i huvudsak städsegrön lövskog.